# Mabok, der Schrecken des Dschungels
Mabok, der Schrecken des Dschungels ist ein US-amerikanischer Abenteuerfilm aus dem Jahr 1943 von Alfred Santell. Der Film wurde von Paramount Pictures produziert.

## Handlung
Squidge Sullivan, Werbemanager für einen Zirkus, versucht das öffentliche Interesse an einer jungen Frau, die von Professor Thornton im Dschungel von Malaya aufgelesen und nach San Francisco gebracht wurde, mit dem Dompteur Jakra zu verbinden. Die junge Frau, Tama, gibt vor, die Erbin des Vermögens der Familie Chase zu sein. Die Familie heißt Tama willkommen, verlangt aber Beweise für ihre Herkunft.
Tama kehrt mit Thornton nach Malaya zurück, begleitet von Jakra und seiner Freundin Carol sowie von Sullivan. Tama will in ihr Dorf zurück, um dort eine Metallkassette zu holen, in der Urkunden über ihre Eltern sind, die durch den Angriff des gefürchteten Elefanten Mabok getötet wurden. Die Gruppe wird von angeheuerten Eingeborenen zum Verbotenen Tal geführt, in der das Dorf liegt. Auf dem Weg dahin verliebt sich Jakra in Tama, die ihn mit ihrem weißen Tiger Naya bekannt macht, der zu seiner Überraschung schwimmen kann.
Die Eingeborenen erfahren, dass es nicht um eine Schatzsuche geht, daher versuchen sie, die Gruppe zu töten, um ihre Wertsachen zu rauben. Doch Naya beschützt die Gruppe und schlägt die Angreifer in die Flucht, die kurze Zeit später von Mabok angegriffen und getötet werden. Die Gruppe erreicht eine Insel, auf der sie vor dem Elefanten sicher sind. Mit einem Floß setzen sie über zu Tamas Dorf.
Tama findet die Kassette, muss jedoch schnell vor dem angreifenden Mabok fliehen. Jakra und Tama bleiben beim Dorf um eine Falle für Mabok aufzustellen. Sie gestehen sich ihre Liebe zueinander, wie auch Carol und Thornton auf der Insel. Am nächsten Morgen greift Mabok an. Jakra und Tama locken ihn immer weiter bis zu einer Klippe, an der er zu Tode stürzt.

## Produktion
Gedreht wurde der Film von Mitte Juli bis Ende August 1941 in den Paramount-Studios in Hollywood. Zusätzliche Aufnahmen entstanden im November 1941.

## Stab und Besetzung
Hans Dreier und Earl Hedrick waren die Filmarchitekten, Edith Head die Kostümbildnerin. Gordon Jennings und William L. Pereira waren für die Spezialeffekte verantwortlich, Wally Westmore für das Make-up.
In kleinen nicht im Abspann erwähnten Nebenrollen traten Barbara Britton als Pamela, Ethel Clayton als Partygast, Ann Doran als Mrs. Chase, Frances Gifford als Charlotte, Teala Loring als Zirkusmädchen, Ann E. Todd als junge Tama und Minerva Urecal als Zirkusbesucherin auf.

## Synchronisation
Die Synchronfassung entstand 1952 durch die Berliner Synchron GmbH Wenzel Lüdecke, München.
| Rolle          | Schauspieler    | Deutscher Synchronsprecher |
| -------------- | --------------- | -------------------------- |
| Tama           | Dorothy Lamour  | Gisela Trowe               |
| Jakra          | Richard Denning | Sebastian Fischer          |
| Prof. Thornton | Walter Abel     | Werner Peters              |

## Veröffentlichung
Die Premiere des Films fand am 25. Juni 1942 in New York statt. In der Bundesrepublik Deutschland kam er am 27. Juni 1952 in die Kinos.

## Kritiken
Das Lexikon des internationalen Films schrieb: „Naiv-belanglose Abenteuerhandlung; reizvoll sind allein die Aufnahmen aus den Tropen.“